# یان استیکا
یان استیکا (لهستانی: Jan Styka؛ ۸ آوریل ۱۸۵۸ – ۱۱ آوریل ۱۹۲۵) نقاش اهل لهستان بود.